# Glaydah Namukasa
Glaydah Namukasa là một nhà văn và nữ hộ sinh người Uganda. Bà là tác giả của hai tiểu thuyết, Voice of a Dream và Deadly Ambition. Bà là thành viên của FEMRITE, Hội Nhà văn Phụ nữ Uganda, và hiện là (2014) Chủ tịch của tổ chức này. Bà là một trong 39 nhà văn châu Phi được công bố là một phần của dự án Africa39 được công bố bởi Rainbow, Hay Festival và Bloomsbury Publishing tại Luân Đôn Book Fair 2014. Đây là danh sách 39 nhà văn hứa hẹn nhất Châu Phi cận Sahara dưới 40 tuổi.

## Cuộc sống và giáo dục ban đầu
Glaydah được sinh ra ở Uganda. Bị mất cha từ khi còn là đứa trẻ, bà lớn lên trong Entebbe với mẹ, ba chị em và hai anh em. Bà học tại trường tiểu học Nkumba, sau đó là trường trung học Entebbe. Bà tốt nghiệp như một nữ hộ sinh vào tháng 6 năm 2000 tại trường điều dưỡng Kabale. Hiện tại, bà đang làm việc với quận Wakiso. Bà gia nhập Hiệp hội các nhà văn nữ Uganda, FEMRITE vào năm 2002. Sau đó, bà tham gia vào chương trình viết sáng tạo của Hội đồng Anh Crossing Borders.
Bà bắt đầu sự nghiệp viết của mình bằng cách kể những câu chuyện cho các bạn học sinh tại trường tiểu học Nkumba Primary và Entebbe. Bà thường tự hỏi tại sao bà không thể viết truyện. Bà đã sử dụng sách tập thể dục để ghi lại câu chuyện của mình và sau đó yêu cầu bạn bè đọc qua các tác phẩm này. Một trong những người bạn nhiệt tình của cô, Andrew Byogi, người đã đọc hết lần này đến lần khác, khuyên bà nên tham gia FEMRITE, nơi bà trở thành một nhà hoạt động và nhà văn tích cực.

## Viết văn
Cuốn tiểu thuyết dành cho người lớn trẻ tuổi của Glaydah, Voice of a Dream, đoạt giải của Nhà văn Macmillan 2005/2006 cho giải thưởng Châu Phi-cao cấp Bà được trao tặng học bổng quốc tế Michael và Marylee Fairbanks 2006 để tham dự Breadloaf Hội nghị các nhà văn ở Ripton, Vermont, Hoa Kỳ. Cuốn tiểu thuyết thứ hai của bà, Deadly Ambition, được xuất bản năm 2006 như một phần của dự án Crossing Borders. Vào mùa thu năm 2008, bà được trao tặng danh hiệu Thành viên danh dự của Chương trình Nhà văn Quốc tế (IWP), Đại học Iowa, Hoa Kỳ.